# Sarwanyzja (Ternopil)
Sarwanyzja (ukrainisch Зарваниця; russisch Зарваница Sarwaniza, polnisch Zarwanica) ist ein Wallfahrtsort in der westukrainischen Oblast Ternopil. Zur gleichnamigen Landratsgemeinde zählte bis 2015 auch das weiter südlich gelegene Dorf Sapowa (Сапова), seit dem 28. Juli 2015 ist das Dorf ein Teil der Landgemeinde Solotnyky im Rajon Terebowlja.
Seit dem 17. Juli 2020 ist sie ein Teil des Rajons Ternopil.
Seinen über die Grenzen der Ukraine erreichten Bekanntheitsgrad verdankt die Stätte und der gut 300 Einwohner zählende Ort der Ikone der Mutter Gottes Maria. Jährlich besuchen ungefähr eine Million Pilger das Gnadenbild. Der Wallfahrtsort wird durch die Ukrainische Griechisch-katholische Kirche (UGKK) betreut und liegt im Gebiet der Erzeparchie Ternopil-Sboriw.

## Legende
Die Geschichte des Ortes und der Ikone geht auf das 13. Jahrhundert zurück. Die Legende erzählt, dass sich im Jahr 1240 ein Mönch aus Kiew, der sich auf der Flucht vor den Mongolen befand, an einer Quelle erfrischte. Während dieses Aufenthaltes betete er zur Mutter Gottes Maria und schlief für kurze Zeit ein. Im Traum erschien ihm Maria. Als er erwachte fand er an seinem Rastplatz die Ikone, er versprach an dieser Quelle eine Kapelle zu errichten und darin die Ikone aufzubewahren.
Die neue Kunde über wundersame Ereignisse an der Quelle, der eine Heilwirkung nachgesagt wurde, verbreiteten sich schnell und erreichten Herzog Terebowlja Wassylko Romanowitsch, den Bruder des regierenden Fürsten Daniel Romanowitsch von Galizien. Vasylko verlangte, dass ihm die Marienikone ausgeliefert werden solle, der Mönch verweigerte die Herausgabe, weshalb sich der Herzog auf den Weg machte – er gilt somit sinnbildlich als der erste Pilger – um die inzwischen errichtete Kapelle in Sarwanyzja aufzusuchen.

## Wallfahrtsort
Die ersten schriftlichen Aufzeichnungen über den Bau einer Kirche datieren von 1458. Der rundherum entstandene Ort lag bis 1772 in der Adelsrepublik Polen-Litauen in der Woiwodschaft Ruthenien. In den Jahren 1662 bis 1688 wurde Sarwanyzja von den Türken geplündert und teilweise niedergebrannt. Die Ikone der hl. Maria wurde jedoch gerettet und in einer neu errichteten Kirche aufbewahrt. 1740 wurde eine weitere Ikone, auf der der gekreuzigten Jesus dargestellt ist, in der Kirche von Sarwanyzja aufbewahrt und 1742 vom Metropoliten Athanasius Scheptyzkyj geweiht.
Die erste steinerne Kirche wurde 1754 erbaut und der Heiligen Dreifaltigkeit geweiht. In ihr markiert ein Steinkreuz den Platz der vorherigen aus Holz errichteten Kirche. Papst Pius IX. (1846–1878) erklärte 1867 Sarwanyzja zu einer heiligen Wallfahrtsstätte. Im Ersten Weltkrieg wurde die Ortschaft 1916 stark beschädigt. Der Wiederaufbau konnte 1922 abgeschlossen werden, in der Folge des Wiederaufbaus besuchten die Oberhäupter der UGKK regelmäßig den Wallfahrtsort und beteten an dem zwischenzeitlich aufgebauten Schrein. Zu den bedeutendsten gehörten die Großerzbischöfe Andrej Scheptyzkyj und Jossyf Slipyj.

### Untergrundkirche
Eine neuerliche Zerstörung erfolgte während der Besatzungszeit der sowjetischen Machthaber. Das erbaute Kloster des Studitenordens, unmittelbar an der Quelle, wurde bis auf die Grundmauer abgebrannt. Die Dreifaltigkeitskirche wurde als Speicher genutzt. Die Wasserquelle wurde eingezäunt und teilweise als Müllhalde genutzt. Jegliche religiöse Aktivitäten wurden 1946 durch die sowjetische Miliz unterbunden, verboten und behindert, es entstand in der Ukraine eine Untergrundkirche. Das Gnadenbild Mariens und die Ikonen hatte man sicher in Katakomben versteckt, hier wurde von der sogenannten Untergrundkirche der Ukraine die Eucharistie gefeiert. In den Wäldern nahe der Ortschaft Sarwanyzja fanden geheime Treffen statt, es wurde auch ein geheimes Priesterseminar errichtet und Bischöfe der UGKK konsekriert. Aus dieser Zeit gingen überwiegend die Fünfundzwanzig Selige der griechisch-katholischen Kirche der Ukrainer hervor, einige lebten in der Umgebung von Ternopil und Sarwanyzja.

## Wiederaufbau
Die erste öffentliche Heilige Messe in Sarwanyzja wurde am 17. Juli 1988 gemeinsam mit über 10 000 Gläubigen von Bischof Pawlo Wassylyk zelebriert. Nach der Wiedereröffnung der Dreifaltigkeitskirche feierten die Gläubigen ihren ersten Gottesdienst in der Hauptkirche am 23. November 1989. 1991 wurden die Reparaturen in der Hauptkirche abgeschlossen, die Quelle konnte reaktiviert und gesäubert werden. Der bisherige Höhepunkt nach dem Wiederaufbau war der Besuch von Papst Johannes Paul II. im Jahr 2001. Seit 2009 organisiert das Ukrainische Militärordinariat eine internationale Militärwallfahrt nach Sarwanyzja.
Das heutige „Marienzentrum Sarwanyzja“  ist ein Kirchenkomplex und besteht aus der Dreifaltigkeitskirche (1754), der Kirche der Gottesmutter von Sarwanyzja, der Verkündigungskirche und der Kapelle an der Heilquelle.

## Persönlichkeiten
- Wolodymyr Firman (* 1976), griechisch-katholischer Geistlicher, Weihbischof in Ternopil-Sboriw